# بازدارنده پلیمری‌شدن
بازدارنده‌های پلیمری‌شدن یا پلیمریزاسیون ترکیبات شیمیایی هستند که به مونومرها اضافه می‌شوند تا از پلیمرشدن خود به خود آنها جلوگیری شود. مونومرهای غیراشباع مانند آکریلات‌ها، وینیل کلرید، بوتادی‌ان و استایرن هم برای پردازش و هم برای حمل و نقل و نگهداری ایمن نیاز به بازدارنده دارند. بسیاری از مونومرها به صورت صنعتی با تقطیر خالص می‌شوند که می‌تواند منجر به پلیمری‌شدن حرارتی شود. به عنوان مثال استایرن در دمای بالاتر از ۱۰۰ درجه سانتی‌گراد تقطیر می‌شود که در نتیجه پلیمری‌شدن حرارتی با سرعت ۲٪ در ساعت انجام می‌شود. این پلیمری‌شدن نامطلوب است، زیرا می‌تواند برج تقطیر را آلوده کند، همچنین معمولاً گرمازا است که در صورت کنترل نشدن می‌تواند منجر به واکنش فرار و انفجار احتمالی شود. هنگامی که پلیمری‌شدن شروع می‌شود، معمولاً مکانیسم واکنش رادیکالی است و به همین دلیل بسیاری از بازدارنده‌های پلیمری‌شدن به عنوان جذب‌کننده رادیکال عمل می‌کنند.

## بازدارنده برای حمل و نقل و ذخیره‌سازی
مونومرهای خالص ذخیره شده در دمای محیط، کمتر در معرض خطر پلیمری‌شدن هستند و به همین دلیل از واکنش‌پذیرترین بازدارنده‌ها به ندرت در این مرحله استفاده می‌شود. به‌طور کلی ترکیباتی انتخاب می‌شوند که می‌توانند به راحتی بلافاصله قبل از پلیمری‌شدن صنعتی برای ساخت پلاستیک حذف شوند. ترکیباتی که دارای گروه هیدروکسی باشند، به دلیل این که می‌توانند با شستشوی قلیایی حذف شوند، متداول هستند. به عنوان مثال می‌توان به ۴-ترت-بوتیل‌کاتکول (TBC)، ۴-متوکسی‌فنول (MEHQ)، هیدروکسی‌تولوئن بوتیله‌شده (BHT) و هیدروکینون (HQ) اشاره کرد.